# Herstedvester Kirke
Herstedvester Kirke ligger på Herstedvester Kirkevej, i Herstedvester til Herstedvester Sogn, i nuværende Albertslund Kommune. Kirken var samhørende i et pastorat til Herstedøster kirke indtil 1985.

## Historie
Herstedvester Kirke blev bygget sidst i 1100-tallet eller begyndelsen af 1200-tallet, men oprindelig har der været en trækirke inden den nuværende stenkirke. Kirkens kor og skib er nok opført i 1100-tallet og den nederste del af tårnet er opført på omtrent samme tid. Døbefonten er en romansk granitdøbefont og stammer fra kirkens grundlæggelse. Tårnet er forbundet med skibet af en åben rundbue og rummer spor af en pulpitur, der kan have forbeholdt en høj stand - eller kirkens bygherre.
Kirkens oprindelige træloft blev tidligt erstattet af hvælvinger, formentligt allerede i 1200-tallet. Der blev også bygget et trappetårn som giver adgang fra skibet til et kirkeloft over hvælvingerne og til klokketårnet - den var forsynet med huller til en stængebom, der tyder på at loftet, har været tænkt brugt som et barrikaderbart tilflugtssted.  Kirken har to våbenhuse, der ligger mod nord og syd. Den nordlige indgang var tidligere forbeholdt kvinder og den sydlige forbeholdt mænd og man sad også adskilt i hver sin side af kirken. I dag bruges det sydlige våbenhus som indgang. Våbenhusene og tårnets øvre del er opført senere end kor og skib i løbet af 1300-tallet og i gotisk stil . Det nordre våbenhus er ældre end det sydlige.
På et tidspunkt, nok mellem 1450-75, fik kirken kalkmalerier, både i koret og i skibet, med motiver fra Jesu lidelseshistorie.
Den første præst i pastoratet, som man kender navnet på, hed Peter Tidemand, virkede fra omkring 1532 og var præst under reformationen. Efter reformationen blev kalkmalerierne hvidtet over.
På kirkebænkenes gavle findes årstallet 1583 og navnene på de daværende kirkeværger - alteret er fra 1592 - måske er de lavet på samme værksted begge i højrenæssancestil. Prædikestolen er fra o. 1650 i barokstil. Alterkalken er fra 1679. Fra 1707 til 1723 hed præsten Johannes Dauw og i kirken hænger der et epitafium for ham. I 1862 og 1885 blev kirken omfattende restaureret og kalkmalerierne blev afdækket i 1883 ved sidstnævnte restaurering, for blot at blive hvidtet over igen. Der blev malet nogle akvareller af kalkmalerierne, der findes på Nationalmuseet.

## Kirkebygningen
Herstedvester Kirke er oprindeligt opført af tilhuggede kalkstenskvadre fra Stevns. I 1885 blev kirken omfattende restaureret og kalkblokkene blev dækket med en skalmur. Der går en vindeltrappe op til loftet, hvor man kunne søge beskyttelse i ufredstider.

## Eksterne kilder og henvisninger
- Wikimedia Commons har flere filer relateret til Herstedvester Kirke
- Herstedvester Kirke hos KortTilKirken.dk